# Toroi
El toroi es un platillo tradicional maorí preparado con mejillones y un vegetal de hoja, por lo general pūha o berro de agua.

## Producción
Los ingredientes se cocinan juntos en caldo de mejillón y se almacenan en frascos, y se conservan mediante fermentación por bacterias. El toroi también se puede condimentar con ingredientes como chile y ajo durante el proceso de fermentación.